# Station Las Rozas
Las Rozas de Madrid, of kort gezegd Las Rozas, is een spoorwegstation van de Cercanías Madrid.
Het station is gelegen in de plaats Las Rozas de Madrid en bevindt zich in zone B2 aan de lijnen C-7 en C-10.
Men kan gebruikmaken van de parkeerplaats, die in handen is van de spoorwegmaatschappij RENFE.